# Stenellipsis latipennis
Stenellipsis latipennis là một loài bọ cánh cứng trong họ Cerambycidae.